# Udalaitz
Udalaitz o Udalatx (forma, esta última, recomendada por Euskaltzaindia, la academia de la lengua vasca) es un monte situado entre Guipúzcoa y Vizcaya en el País Vasco (España), de 1119,5 m de altitud. Aun separado de la cadena principal, se considera que forma parte de los llamados Montes del Duranguesado.

## Descripción
Perteneciente al macizo de Udala se alinea perfectamente con las crestas de la sierra de Amboto y de Aramotz como si de una gran pared rota se tratara. Su cumbre, con varios picos que le dan una apariencia de sierra, forma parte del conjunto paisajístico de los montes del duranguesado, aunque esta un poco separado de ellos.
Al igual que sus hermanos, es una inmensa mole de caliza arrecifal muy compacta y de color gris claro, contienen restos de corales coloniales masivos y grandes conchas de rudicos y ostreicos. Se sitúa entre la provincia de Guipúzcoa y Vizcaya, la línea divisoria pasa por su cumbre, y sobre el municipio de Mondragón.
En su falda guipuzcoana se encuentra el barrio rural de Udala que le da nombre al monte, Udala Aitz, "roca de Udala" y de donde parte la ruta principal de ascenso para los mondragoneses (o arrasatearras). En la punta que se ve desde Mondragón (1.073m), que no es la cumbre del monte la cual está más hacia Vizcaya, hay colocada una gran cruz. Cerca de ella, siguiendo el camino a la cumbre, encontramos las ruinas de una antigua iglesia. Es el santuario de La Asunción. La construcción de este santuario se debe a la existencia de ermitaños que eligieron este lugar para dedicarse mejor a Dios lejos de la vida mundana. Ya en 1570 Esteban de Garabay daba cuenta de esta iglesia. Dicen que en este lugar vivió y murió San Valero, obispo de Zaragoza en el siglo IV.
Pasando este lugar da comienzo una pequeña crestería que nos dejará en la cumbre, con su cruz (como la mayoría de los montes vascos) y con una mesa de orientación. La vista desde la cumbre es espectacular.
A los pies de la crestería, justo debajo de la cumbre, hay una pequeña cueva que sirve de refugio y está acondicionada para poder pasar un rato agradable de descanso y comiendo el amaiketako (el bocadillo) tranquilamente, un ingenioso sistema de recogida de agua nutre un pequeño depósito que hace las veces de fuente.
Las vertientes norte y este son abruptas, por la norte es la ruta desde Campázar. Cerca, descendiendo hacia el oeste, encontramos el punto donde las tres provincias que componen el País Vasco coinciden. Este punto recibe el nombre de Besaide (554m), y en él hay un monumento a los montañeros fallecidos, junto a otro conmemorativo. Es de gran estimación por todos los aficionados a la montaña de Euskal Herria.
En la cumbre de Udalaitz hay un vértice geodésico de primer orden.

## Rutas de ascenso
Por el puerto de Campazar (499m)

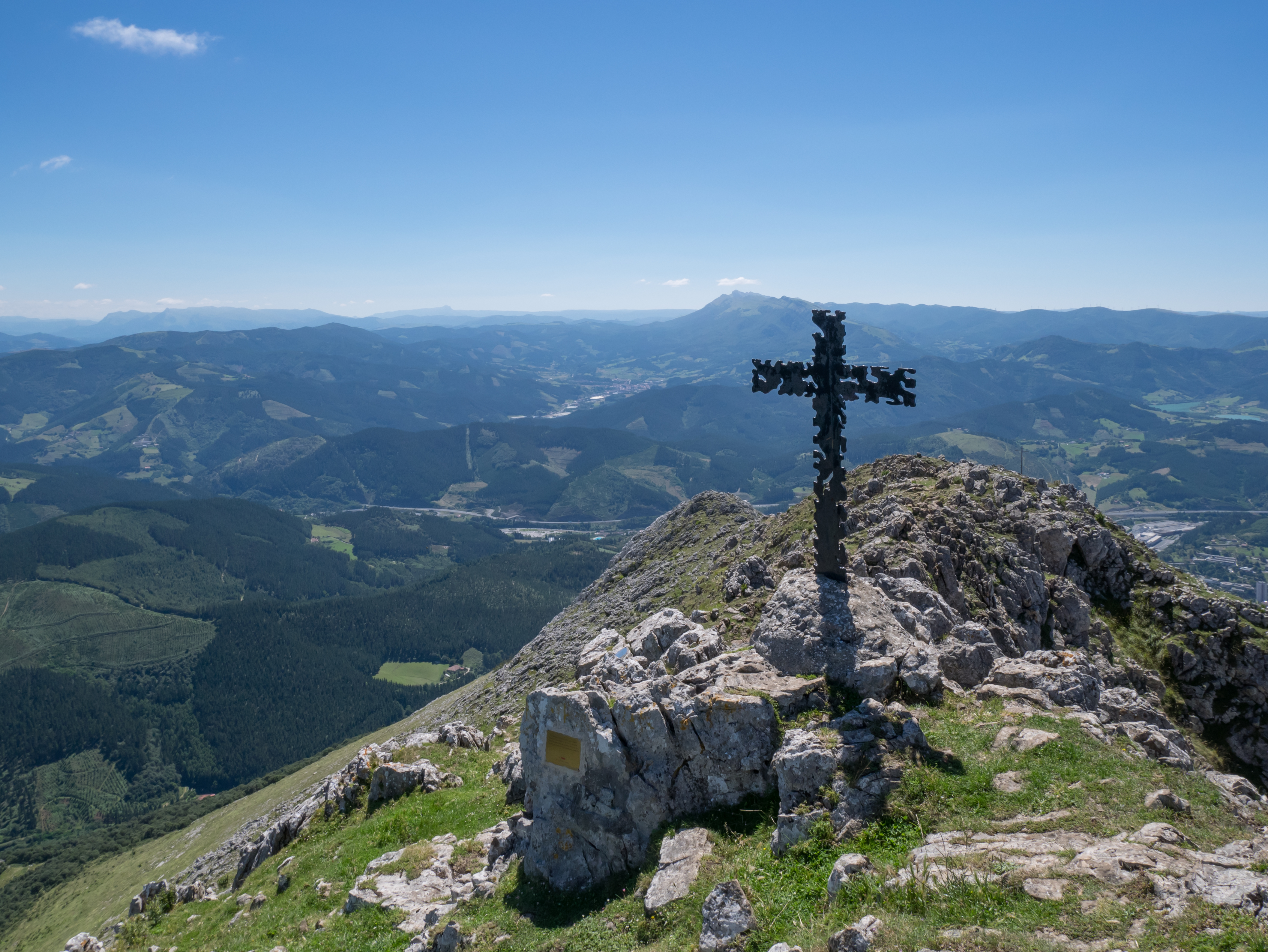
Cumbre y cruz del Udalaitz

Siguiendo la carretera que une Mondragón con Elorrio, una vez en el puerto de Campázar (467m), dejamos el coche en el aparcamiento de la zona de esparcimiento o al lado del restaurante y nos dirigimos a la cantera. Seguimos el camino bien marcado y después de salir del bosque subimos, por una cansada pendiente, hacia las rocas que forman la crestería. Debemos desviarnos ligeramente hacia el oeste para encontrar la brecha que mos permitirá pasar al pequeño llano donde se encuentran las ruinas de la antigua iglesia eremitorio. Desde allí podemos alcanzar la cruz sobre Mondragón, ir a la cueva a descansar o, siguiendo la crestería, alcanzar la cima.
Desde Udala (479m)
Dejando el vehículo en Udala se coge una pista que siguiéndola nos deja al pie de la cruz que ampara Mondragón. Allí ya encontramos el pequeño llano con las ruinas de la iglesia y las alternativas ya vistas arriba.
Desde Elorrio (185m)
Dejando el coche al lado del cementerio de Elorrio cruzamos la variante por un túnel que se encuentra al final del polígono industrial y una vez pasado el mismo cojemos la pista hormigonada que se abre a nuestra izquierda. Siguiendo la misma, que pronto pierde su capa de hormigón, vamos ascendiendo hacia Besaide.
Cuando este camino se úne al procedente del valle de Arrazola ya vemos la impresionante mole del Udalaitz a nuestra izquierda, solo tenemos que seguir un kilómetro escaso para encontrar el desvío que nos acerca a la montaña por su cara este. Una vez alcanzado el cresterio rocoso lo rodeamos hacia la pequeña explanada donde se encuentran las ruinas de la iglesia, en este rodeo pasaremos por la cueva donde podremos descansar.
Tiempos de accesos
- Mondragón (2h 30m).
- Mondragón (1h 30m por Udala).

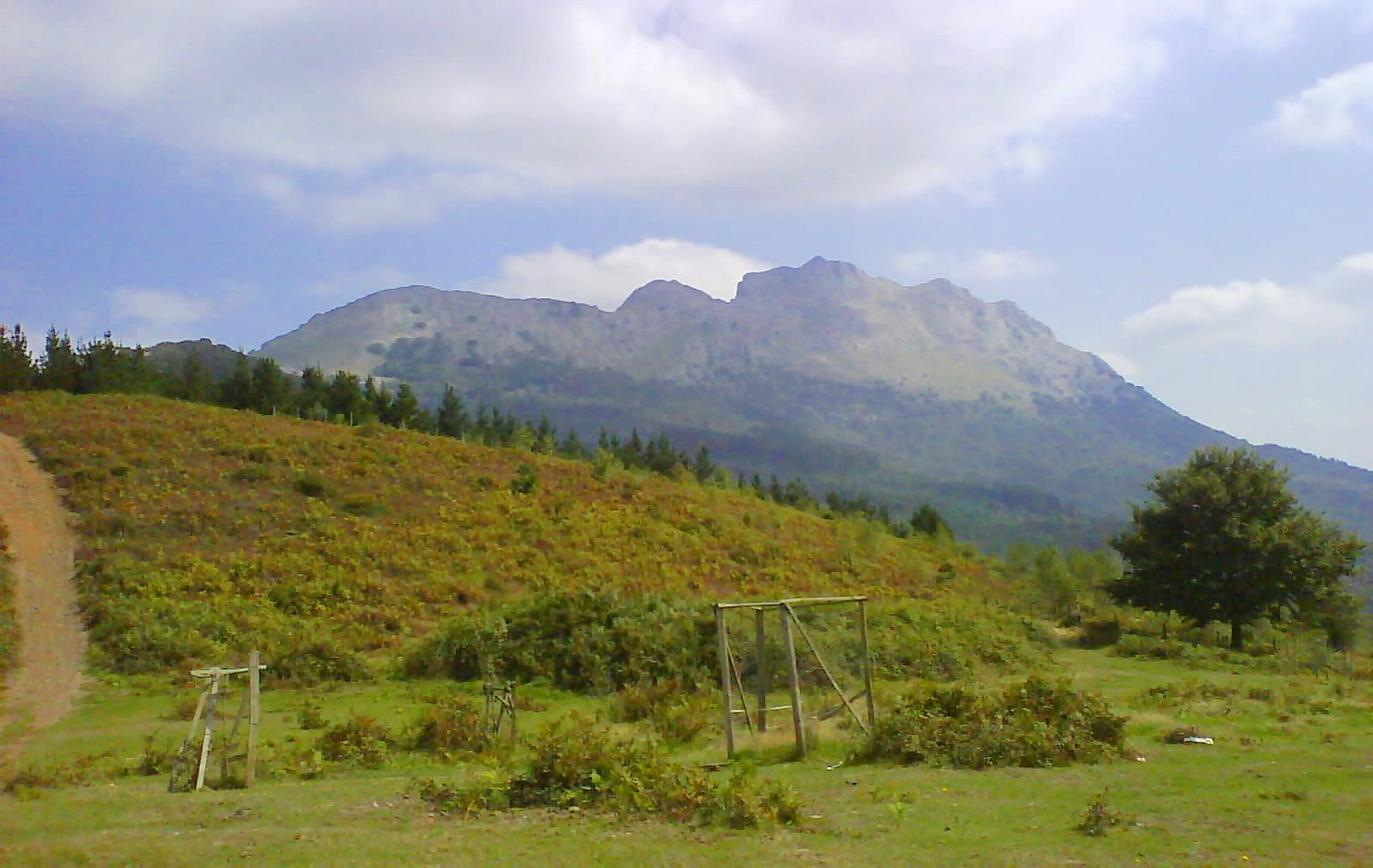
Udalaitz visto desde el Besaide.

- Campázar (1h 45m, por al lado de la cantera).
- Elorrio (2h).[2]